# Коллінгс-Лейкс (Нью-Джерсі)
Коллінгс-Лейкс (англ. Collings Lakes) — переписна місцевість (CDP) в США, в окрузі Атлантик штату Нью-Джерсі. Населення — 1501 особа (2020).

## Географія
Коллінгс-Лейкс розташований за координатами 39°35′41″ пн. ш. 74°53′19″ зх. д. / 39.59472° пн. ш. 74.88861° зх. д. (39.594668, -74.888626).  За даними Бюро перепису населення США в 2010 році переписна місцевість мала площу 1,82 км², з яких 1,65 км² — суходіл та 0,16 км² — водойми.

## Демографія
Згідно з переписом 2010 року, у переписній місцевості мешкало 1706 осіб у 575 домогосподарствах у складі 442 родин. Густота населення становила 939 осіб/км².  Було 605 помешкань (333/км²).
Расовий склад населення:
| - 86,2 % — білих - 6,0 % — чорних або афроамериканців - 0,6 % — азіатів - 0,5 % — корінних американців - 0,1 % — вихідців з тихоокеанських островів - 3,1 % — осіб інших рас |

До двох чи більше рас належало 3,5 %. Частка іспаномовних становила 11,3 % від усіх жителів.
За віковим діапазоном населення розподілялося таким чином: 25,3 % — особи молодші 18 років, 64,1 % — особи у віці 18—64 років, 10,6 % — особи у віці 65 років та старші. Медіана віку мешканця становила 38,3 року. На 100 осіб жіночої статі у переписній місцевості припадало 97,2 чоловіків;  на 100 жінок у віці від 18 років та старших — 92,0 чоловіків також старших 18 років.
Середній дохід на одне домашнє господарство  становив 72 154 долари США (медіана — 62 237), а середній дохід на одну сім'ю — 81 304 долари (медіана — 62 303). За межею бідності перебувало 8,1 % осіб, у тому числі 23,9 % дітей у віці до 18 років та 0,0 % осіб у віці 65 років та старших.
Цивільне працевлаштоване населення становило 554 особи. Основні галузі зайнятості: виробництво — 29,2 %, роздрібна торгівля — 21,5 %, мистецтво, розваги та відпочинок — 14,3 %, освіта, охорона здоров'я та соціальна допомога — 11,7 %.